# Idiochlora subexpressa
Idiochlora subexpressa är en fjärilsart som beskrevs av Walker 1861. Idiochlora subexpressa ingår i släktet Idiochlora och familjen mätare. Inga underarter finns listade i Catalogue of Life.